# Tiofè
El  tiofè  és un compost heterocíclic que conté quatre àtoms d'hidrogen (H) i un de sofre (S) lligats a quatre àtoms de carboni (C), formant un pentàgon que es pot considerar, per tant, una molècula cíclica. La seva fórmula condensada és C  4  H  4  S.
El tiofè és un compost similar al pirrole i al furan que tenen com en la seva molècula quatre àtoms de carboni i un heteroàtom, respectivament, l'oxigen (O) i nitrogen (N) en lloc de sofre.

## Propietats químiques
A causa de la seva estructura d'anella tenen un element diferent del carboni (el més comú és l'oxigen, sofre, nitrogen), el tiofè és un compost heterocíclic.
Tenint en compte la seva configuració electrònica, és un compost aromàtic, ja que els electrons que pertanyen al segon enllaç són capaços de desplaçar-se per l'anell. Per aquesta raó, la fórmula estructural del tiofè pot, i sol ser representat per un cercle dins del pentàgon.

## Síntesi

Síntesi de Paal-Knorr.

S'obté a partir de la destil·lació fraccionada del quitrà d'hulla, en què es troba en petites concentracions. Es destil·la conjuntament amb el benzè, la qual cosa justifica que el benzè ordinari contingui al voltant d'un 0,5 % de tiofè. Industrialment, se sintetitza fent passar una mescla d'hidrocarburs C4 a través d'un reactor a 600 °C durant un temps curt de contacte (aproximadament 1 minut). També és possible sintetitzar-lo per ciclització de compostos 1,4-dicarbonílics, tot escalfant-los en presència d'un sulfur inorgànic.